# Скайлар Грей
Ска́йлар Грей (англ. Skylar Grey), настоящее имя — Хо́лли Брук Ха́ферманн (англ. Holly Brook Hafermann; род. 23 февраля 1986 года, Мазомани, Висконсин, США) — американская певица, автор песен, музыкальный продюсер, гитаристка и пианистка. Номинантка на премию «Грэмми» (2011).

## Карьера
В начале своей карьеры девушка подписала контракт с лейблом Machine Shop Recordings и исполнила дуэтом с Fort Minor песню «Where'd You Go» под своим именем без фамилии — Холли Брук. Позже она взяла псевдоним Скайлар Грей.
В 2006 году она выпустила свой дебютный альбом Like Blood Like Honey. Также она написала три версии «Love the Way You Lie» в соавторстве с Алекс Да Кид, который заключил с ней контракт на своём лейбле Wonderland Music.
В 2011 году Скайлар записала свой альбом Invinsible.
Известно о сотрудничестве певицы с Dr. Dre и Эминемом при работе над песней «I Need A Doctor». 11.12.12 Грей выпустила клип на трек «C’mon Let Me Ride», в съёмках которого принимал участие и Эминем.
В 2017 приняла участие в записи трека «Periscope» группы Papa Roach.
Одна из песен — «I know you» — прозвучала в фильме «Пятьдесят оттенков серого».
Приняла участие в альбоме Эминема Music to Be Murdered By, вышедшем в 2020 году (в треках «Leaving Heaven» и «Black Magic»).
В 2021 году вместе с Эминемом, Polo G и Mozzy выпустила песню «The Last One Standing», которая является саундтреком к вышедшему в этом же году фильму «Веном 2».
Приняла участие ещё в одном альбоме Эминема The Death of Slim Shady (Coup de Grâce), вышедшем в 2024 году, (в треке «Temporary»).

## Дискография
Студийные альбомы
- Like Blood Like Honey (2006)
- Invinsible (2011)
- Don’t Look Down (2013)
- Natural Causes (2016)

EP
- Holly Brook EP (2005)
- Sony CONNECT Sets (2005)
- O'Dark:Thirty EP (2010)
- The Buried Sessions of Skylar Grey (2012)
- Make It Through the Day (2020)